# Хамилтън (Нова Зеландия)
Вижте пояснителната страница за други значения на Хамилтън.
Хамилтън (на английски: Hamilton) е град в северната част на Нова Зеландия, на река Уаикато. Населението му е около 140 700 души (2009) г.